# Doborownica

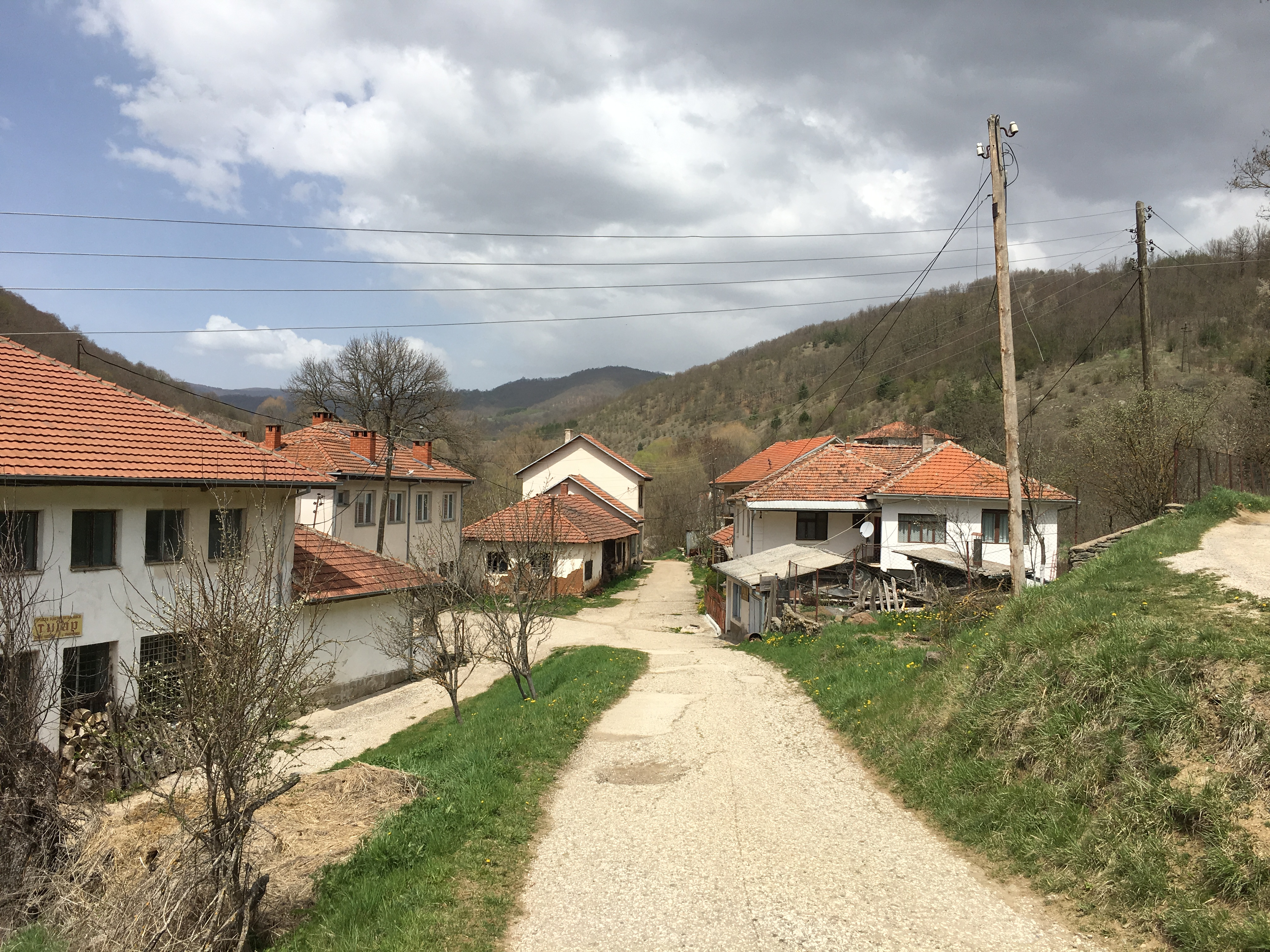
Doborownica

Doborownica lub Doborovnica (maced. Добровница) – wieś w północno-wschodniej Macedonii Północnej, w gminie Kriwa Pałanka.